# بيت حسن
بيت حسن هي قرية فلسطينية في محافظة نابلس، تبعد عنها 13 كم على ارتفاع 29 متر تحت سطح البحر. تبلغ مساحة قرية بيت حسن حوالي  4,281 دونم.

## سبب التسمية
سمیت القرية بهذا الإسم نسبة إلى شخص يدعى حسن سكن المنطقة وكان يمتلك بيتاً في القرية، وأطلقوا عليها منذ ذلك الحين اسم بیت حسن.

## الجغرافيا
تقع وسط فلسطين، في الجزء الشمالي الشرقي من الضفة الغربية، إلى الشرق من مركز محافظة نابلس. يحيط بها من الشرق والشمال بلدة طمون، ومن الغرب قرية النصارية، أما من الغرب فيحدها قريتي العقربانية وعين شبلي.

## السكان
دخلت فلسطين وفود كبيرة عبر العصور من تجار وغيرهم؛ وذلك لموقعها الهام كنقطة وصل بين القارات، ومركز للحضارات والأديان.
يبلغ عدد سكان بيت حسن حاليا حوالي 1,599 نسمة جميعهم من المسلمين وذلك حسب التعداد العام للسكان 2017 الذي أجراه الجهاز المركزي للإحصاء الفلسطيني.
| السنة      | (تعداد 1997) | (تعداد 2007) | (تقدير 2012) | (تعداد 2017) |
| ---------- | ------------ | ------------ | ------------ | ------------ |
| عدد السكان | 891          | 1,109        | 1,244        | 1,599        |

## الاقتصاد
يعتمد الإقتصاد في القرية على عدة قطاعات، أهمها قطاع الزراعة حيث يستوعب 80 % من القوى العاملة، ويشكل 7% السوق العمل في الداخل المحتل، ويشكل قطاع الموظفين 5% من القوى العاملة، قطاع التجارة يشكل 5%، ويشكل قطاع الخدمات 2% من القوى العاملة، و1% من قطاع الصناعة.    
قد وصلت نسبة البطالة في قرية بيت حسن لعام 2013 إلى 35%. وقد تبين أن القطاع الأكثر تضررا في القرية نتيجة إعتداءات الإحتلال هوالقطاع الزراعي.

## المؤسسات والخدمات
لا يوجد في القرية مؤسسات حكومية ولكن يوجد عدد من المؤسسات المحلية مثل، المجلس القروي، والجمعية التعاونية الزراعية. 

## الوضع الصحي
تتوفر في قرية بيت حسن عيادة طبيب عام خاصة فقط. في حال عدم توفر الخدمات الصحية في القرية، فإن المرضى يتوجهون إلى مستشفى رفيديا، والمستشفى الوطني ومستوصف الرحمة في مدينة نابلس، حيث يبعدون عن القرية حوالي 18 كم.

## إدارة القرية
تم تأسيس مجلس قروي في القرية عام 1996 م، ويتكون المجلس الحالي من 9 أعضاء، تم تعيينهم من قبل السلطة الوطنية الفلسطينية.

## وصلات خارجية
- ملف قرية بيت حسن، إعداد معهد أريج.
- صفحة قرية بيت حسن في موقع فلسطين في الذاكرة.
- صورة جوية للقرية.
- مسح استكشاف فلسطين الغربية عام 1882.